# Liste der Baudenkmale in Zülow
In der Liste der Baudenkmale in Zülow sind alle Baudenkmale der Gemeinde Zülow (Landkreis Ludwigslust-Parchim) und ihrer Ortsteile aufgelistet (Stand: August 2020).

## Zülow
| ID | Lage                               | Bezeichnung                                                                                       | Beschreibung | Bild |
| -- | ---------------------------------- | ------------------------------------------------------------------------------------------------- | ------------ | ---- |
|    | Dorfplatz 8 (Karte)                | Ehemaliges Gutshaus mit Park                                                                      |              |      |
|    | (Karte)                            | Zufahrtsstraße mit Lindenallee und Kopfsteinpflasterung von der Landstraße Stralendorf–Walsmühlen |              |      |
|    | Gemarkung Zülow, Flur: 2, FlStk 92 | Gutsbesitzergrabstelle im Wald                                                                    |              |      |

## Quelle
- Denkmallisten des Landkreises Ludwigslust-Parchim (Stand: September 2021)

- Karte mit allen Koordinaten:
- OSM |
- WikiMap